# Moskowskyj Bobryk
Moskowskyj Bobryk (ukrainisch Московський Бобрик; russisch Московский Бобрик Moskowski Bobrik) ist ein Dorf im Süden der ukrainischen Oblast Sumy mit etwa 900 Einwohnern (2001).

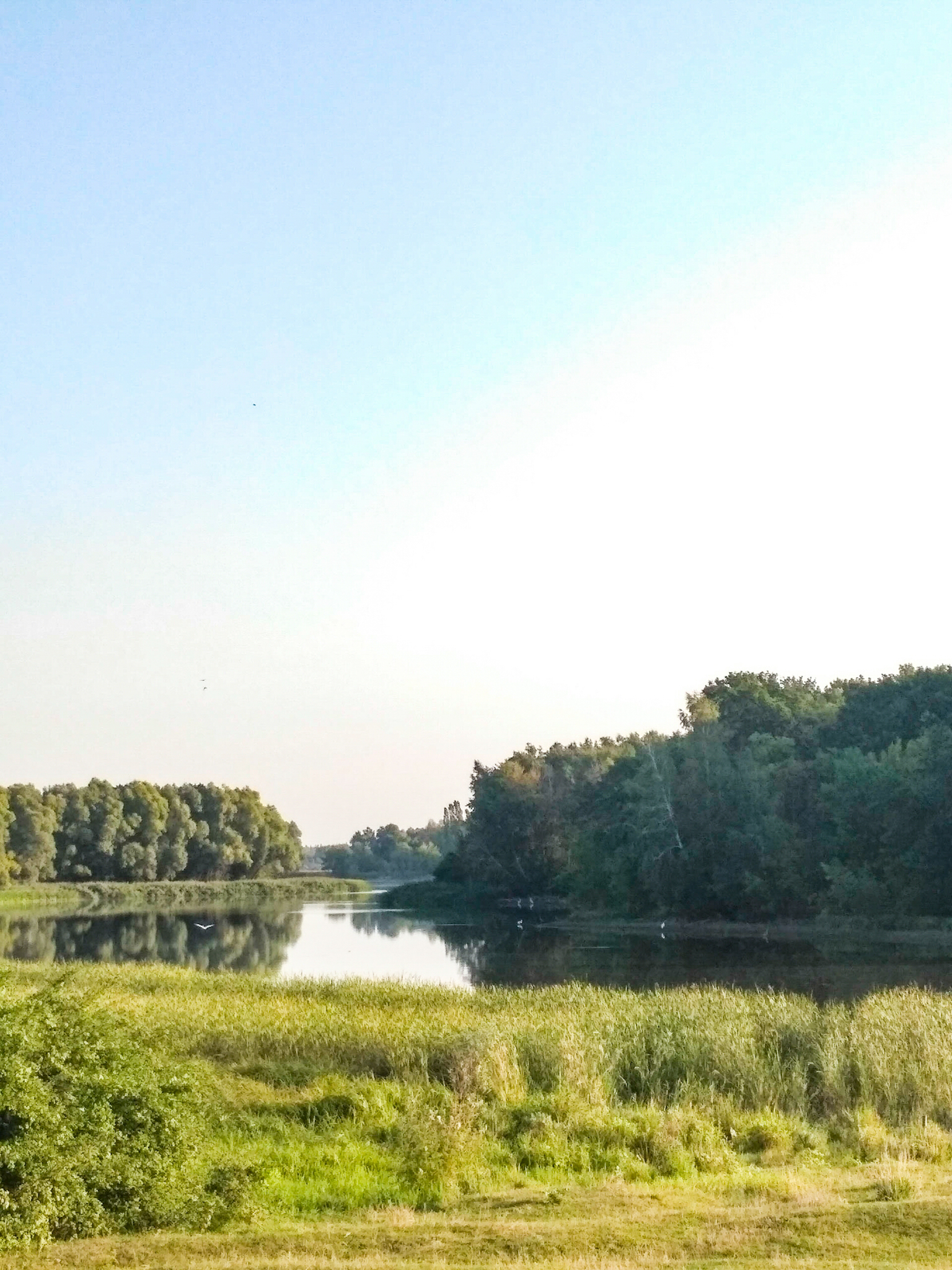
Teich beim Ort

Das erstmals 1645 schriftlich erwähnte Dorf  liegt auf einer Höhe von 110 m in 3 km Entfernung vom Ufer des Psel, 22 km südwestlich vom ehemaligen Rajonzentrum Lebedyn und 80 km südwestlich vom Oblastzentrum Sumy.
Am 12. Juni 2020 wurde das Dorf ein Teil der neugegründeten Stadtgemeinde Lebedyn, bis dahin bildete es zusammen mit den Dörfern Beresiw Jar (Березів Яр), Paschkyne (Пашкине) und Wlisky (Влізьки) die gleichnamige Landratsgemeinde Moskowskyj Bobryk (Московськобобрицька сільська рада/Moskowskobobryzka silska rada) im Südwesten des Rajons Lebedyn.
Am 17. Juli 2020 kam es im Zuge einer großen Rajonsreform zum Anschluss des Rajonsgebietes an den Rajon Sumy.

## Söhne und Töchter der Ortschaft
- Dmitri Dmitrijewitsch Pletnjow (russisch Дмитрий Дмитриевич Плетнёв; 1872–1941), sowjetischer Mediziner und Publizist